# 유원일
유원일(柳元一, 1957년 6월 17일~)은 대한민국의 정치인이다. 제18대 국회의원을 지냈다.
의정활동 기간 내내 4대강 공사와 원자력 발전소 문제 등에 대해 강한 반대와 우려의 목소리를 냈다. 또한 론스타 등의 먹튀자본의 행태를 비판하고, 친노동 정책을 펼 것을 주장했다. 한미FTA 반대에도 앞장 섰으며, 한미FTA 저지를 위한 국회의원 모임의 간사직을 역임했다. 제18대 국회의원 총선거에서 창조한국당 비례대표 3번으로 공천받았다. 창조한국당은 비례대표에서 2명을 당선시켜 당초에는 낙선했다.
이후 이한정이 비례대표 공천 과정에 허위 이력을 기재한 것이 드러나 의원직을 상실할 위기에 놓이자, 창조한국당과 각각 비례대표 3,4번인 유원일, 선경식 당선 무효 소송을 제기하여 2008년 12월 11일 승소 하여 15일 당선자로 결정 되었다. 이후 2010년 12월 9일 한나라당의 예산안 강행 처리에 반발해 당시 한나라당 (현 새누리당) 당 대표였던 안상수에게 "4대강사업의 찬반을 국민에게 묻자"며 양자 모두 의원직을 사퇴하고 의왕과천 지역구에서 보궐선거를 치를 것을 공식적으로 제안했으나 안상수 의원은 어떠한 대응도 하지 않았다 이에 유원일 의원은 "국회의원직을 사퇴한 이유는 야당이 야당 구실을 할 수 없기 때문"이며, "국회의장에게 사퇴서 수리를 계속 요구 하였으나 의원직 사퇴서 제출 후 1년 이상 수리하지 않았다.
2012년 1월 25일 성명서를 발표하며 비례대표 국회의원직을 그만두기 위해 창조한국당을 탈당했다. 2010년 12월 제출한 사퇴서가 처리되지 않아 탈당으로 인한 의원직 퇴직이 이루어졌다.
2017년에 문재인 후보를 지지하며 더불어민주당에 입당하였다.

## 역대 선거 결과
| 실시년도 | 선거  | 대수 | 직책     | 선거구   | 정당       | 득표수    | 득표율         | 순위         | 당락 | 비고       |
| -------- | ----- | ---- | -------- | -------- | ---------- | --------- | -------------- | ------------ | ---- | ---------- |
| 2008년   | 총선  | 18대 | 국회의원 | 비례대표 | 창조한국당 | 651,993표 | \| \| 3.80% \| | 비례대표 3번 |      | 초선, 승계 |
|          | 3.80% |      |          |          |            |           |                |              |      |            |